# Marcel Kaatee
Marcel Kaatee (Amsterdam, 20 september 1958) is een Nederlands ondernemer en muzikant. Hij is de eigenaar van twee gokhallen op de Amsterdamse Wallen. Hij is gitarist van de in 1987 opgerichte funkband Seven Eleven en mede-oprichter van het platenlabel Funk To The Max en directeur van het Red Light Jazz Festival.

## Verdachte witwassen
Hij kwam in opspraak toen hij door het Openbaar Ministerie ervan werd beschuldigd als stroman en boekhouder betrokken te zijn bij een aantal afpersingszaken. In april 2007 werd hij gedagvaard wegens vermeende betrokkenheid bij de afpersing van Willem Endstra door Willem Holleeder en het witwassen van crimineel geld. Hij werd in afwachting van het uiteindelijke proces vrijgelaten. In december 2007 kreeg Kaatee vijf maanden gevangenisstraf opgelegd. Hij werd vrijgesproken van zijn vermeende aandeel in het afpersen, maar werd door de rechtbank Haarlem schuldig bevonden aan het medeplegen van witwassen van een geldbedrag van 250.000 euro. Tegen dit vonnis is hij in beroep gegaan. Op 3 juli 2009 werd Kaatee door het Amsterdamse gerechtshof op alle punten vrijgesproken. In april 2010 kende het hof Kaatee een schadevergoeding toe omdat hij ten onrechte in voorarrest had gezeten.
Sinds mei 2008 houdt Kaatee over zijn ervaringen met de overheid een weblog bij. 
Kaatee bezit twee gokhallen op de Wallen in Amsterdam, het Openbaar Ministerie vermoedt dat Willem Holleeder de feitelijk eigenaar hiervan is. Kaatee werd in 2023 opnieuw vervolgd. Zijn gokhallen zouden mede zijn gefinancierd met het verloren gewaande Heineken-losgeld. Het OM zag Kaatee als stroman van Holleeder, echter op 11 november 2024 werd Kaatee vrijgesproken van witwassen van 'Holleeder-panden' op de Wallen.

## Relatie
Marcel Kaatee heeft een relatie met Priscilla Jourdan en ze hebben een zoon. In het boek dat Jourdan heeft geschreven, getiteld Gangsterliefje tegen wil en dank (Uitgeverij Nieuw Amsterdam, 2010), beschrijft ze haar leven en vooral de periode van het vastzitten van Kaatee. Jourdan is eigenaar van Il Gioiello, een kleine galerie op de Wallen die erotische kunst tentoonstelt. Ze is uitvoerend producent van de hoofdevenementen van het Red Light Jazz festival op de Wallen in Amsterdam.